# Lokaler Regierungsrat
Der Lokale Regierungsrat (englisch Nauru Local Government Council) war zwischen Dezember 1951 und Januar 1966 das Parlament des von Australien verwalteten Treuhandgebiets Nauru. Eingerichtet wurde der Rat durch die Nauru Local Government Council Ordinance vom 20. August 1951. Die Wahl zum Lokalen Regierungsrat im Dezember 1951 war die erste Wahl in der Geschichte der Insel, weitere Wahlen zum Lokalen Regierungsrat fanden in den Jahren 1955, 1959 und 1963 statt. Im Laufe der Jahre wurden dem Rat immer größere Kompetenzen zuteil. Im Januar 1966 wurde der Lokale Regierungsrat durch den mittels Nauru Act 1965 eingerichteten Legislativrat (englisch Legislative Council for the Territory of Nauru) abgelöst.

## Wahlrecht und Mitglieder
Die vierzehn traditionellen Distrikte Naurus wurden in acht Wahlkreise aufgeteilt; der Wahlkreis Ubenide bestimmte zwei, die übrigen Wahlkreise jeweils ein Mitglied des Lokalen Regierungsrates. Es bestand ein allgemeines Wahlrecht und eine allgemeine Wahlpflicht für alle volljährigen (mindestens 21 Jahre alten) Männer und Frauen nauruischer Nationalität mit Wohnsitz auf der Insel; ausgeschlossen waren Personen, die eine Freiheitsstrafe wegen einer Straftat mit Strafandrohung von über einem Jahr verbüßten oder denen eine solche drohte. Allen aktiv Wahlberechtigten wurde auch das passive Wahlrecht zugestanden. Als Wahlverfahren wurde die Rangfolgewahl genutzt.
| Wahlkreis | Distrikte                          | 1951 bis 1955                                 | 1955 bis 1959         | 1959 bis 1963                                         | 1963 bis 1966                                          |
| --------- | ---------------------------------- | --------------------------------------------- | --------------------- | ----------------------------------------------------- | ------------------------------------------------------ |
| Aiwo      | Aiwo                               | Raymond Gadabu                                | Raymond Gadabu        | Raymond Gadabu                                        | Raymond Gadabu (ab Dezember 1964: Samuel Edwin Tsitsi) |
| Anabar    | Anabar, Anibare und Ijuw           | Adeang Deireragea                             | Agoko Doguape         | Agoko Doguape                                         | Agoko Doguape                                          |
| Anetan    | Anetan und Ewa                     | Roy Degoregore                                | Roy Degoregore        | Roy Degoregore                                        | Roy Degoregore                                         |
| Boe       | Boe                                | Appi Deigorongo                               | Hammer DeRoburt       | Hammer DeRoburt                                       | Hammer DeRoburt                                        |
| Buada     | Buada                              | Totouwa Depaune                               | Austin Bernicke       | Austin Bernicke                                       | Austin Bernicke                                        |
| Meneng    | Meneng                             | James Ategan Bop                              | Elliot Halstead       | James Ategan Bop                                      | James Ategan Bop                                       |
| Ubenide   | Baiti, Denigomodu, Nibok und Uaboe | Austin Bernicke                               | Victor Eoaeo          | Victor Eoaeo                                          | Victor Eoaeo                                           |
| Ubenide   | Baiti, Denigomodu, Nibok und Uaboe | Timothy Detudamo (ab Mai 1953: Dagabo Scotty) | Jacob Dagabwinare     | Buraro Detudamo (ab Dezember 1961: Adeang Deireragea) | Buraro Detudamo                                        |
| Yaren     | Yaren                              | Julius Akubor                                 | Joseph Detsimea Audoa | Joseph Detsimea Audoa                                 | Joseph Detsimea Audoa                                  |